# Zimmeriana lasiodactylum
Zimmeriana lasiodactylum är en kräftdjursart som först beskrevs av John Todd Zimmer 1914.  Zimmeriana lasiodactylum ingår i släktet Zimmeriana och familjen Gynodiastylidae. Inga underarter finns listade i Catalogue of Life.